# Sovromtransport
Die Sovromtransport (S.R.T.), eigentlich „Societatea de Navigație Sovieto-Română“, war eine sowjetisch-rumänische Reederei, die von 1945 bis 1954 bestand.

## Gründung, Aufgaben und Ausstattung
Nach Ende des Zweiten Weltkrieges gründeten die sowjetische und die rumänische Regierung eine Reihe von gemeinsamen Unternehmen in Landwirtschaft, Bergbau, Industrie und Transport – die „Sovroms“. Insgesamt wurden 16 dieser Joint Ventures eingerichtet, unter anderem Sovrompetrol, Tars (Transporturi Aeriene Româno-Sovietice), Sovrombanc oder Sovromtractor. Als ihr Zweck wurde der Wiederaufbau der Wirtschaft, indirekt auch die Überwachung der rumänischen Schuldenzahlungen an die Sowjetunion genannt. In der Realität dienten sie der Sowjetunion, die rumänischen Ressourcen für eigene Belange zu nutzen.
Als eine der ersten Sovrom-Unternehmen gründeten Rumänien und die Sowjetunion am 19. Juli 1945 die Reederei Sovromtransport. Aufgabe der Reederei war der Personen- und Frachttransport auf der Donau und dem Schwarzen Meer. Als gemeinsames Unternehmen sollten beide Seiten jeweils 50 Prozent der Anteile halten, in der Realität verschoben sich diese jedoch: Sovromtransport war zu 51,2 % im Besitz der UdSSR und zu 49,8 % im Besitz Rumäniens.

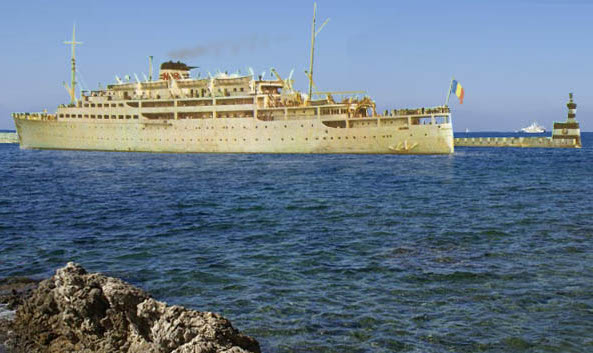
Die Transilvania im Jahr 1967

Als Erstausstattung brachte die rumänische Seite die beiden von der Sowjetunion zurückgegebenen Schiffe Transilvania und die Ardeal sowie zahlreiche Binnenschiffe auf der Donau ein. Die früheren Eigner der Schiffe, die beiden staatlichen Reedereien Serviciul Maritim Român (S.M.R.) für die Seeschiffe und Navigaţia Fluvială Română (N.F.R.) für die Binnenschiffe wurden in das neue Unternehmen übernommen und somit die Sovromtransport Rechtsnachfolger. Darüber hinaus erklärte sich die rumänische Regierung bereit, der Sovromtransport alle Rechte zur Nutzung der Häfen sowie der Schiffswerften in Constanța, Galatz, Brăila und Giurgiu zu überlassen. Die Sowjetunion brachte die vier älteren Frachtschiffe Dimitrov, Berezina, Plechanow und Friedrich Engels ein.
Sitz des Unternehmens wurde Bukarest, daneben richtete die Reederei Regionalbüros in Constanța, Galatz, Braila, Giurgiu und Turnu-Severin ein, jeder dieser Regionalbüros hatte wieder untergeordnete Agenturen. Ende 1948 bestand die Flotte der Sovromtransport aus sieben See-Schiffen mit ca. 27.000 BRT sowie rund 400 Binnenschiffen mit Schleppern, Leichtern, Tankern, Frachtschiffen und Passagierschiffen.
In den folgenden Jahren übernahm die Sovromtransport alle weiteren Binnenreedereien und baute auch die Flotte ihrer See-Schiffe weiter aus: Private Reedereien wie die Societatea Anonimă Română de Navigațiune pe Dunăre (S.R.D.) wurden bis 1949 verstaatlicht und integriert. Damit wurde sie zur einzigen Schifffahrtsgesellschaft in Rumänien. Die Flotte der See-Schiffe erweiterte Rumänien 1950 um vier Neubauten: die Constanta und Mangalia waren in Ungarn fertiggestellte Schiffe aus ursprünglich deutschem Bestand, zwei weitere Schiffe, Midia und Sulina, stammten von rumänischen Werften.

## Bediente Routen

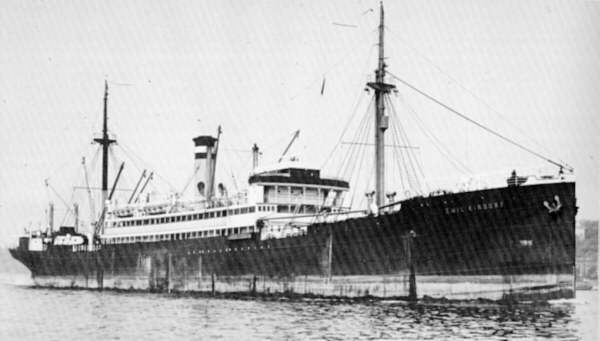
Die Ardeal im Jahr 1926 noch als Emil Kirdorf

Einzelheiten über die von Sovromtransport bedienten Routen liegen nicht vor, ebenso fehlen Zahlen zum Fracht- wie Passagierverkehr. In der Binnenschifffahrt ist der Waren- und Passagierverkehr zwischen den rumänischen See- und Binnenhäfen sowie der grenzüberschreitende Verkehr relevant, aber nicht zu beziffern.
Im Verkehr der See-Schiffe bildet die Auswanderung rumänischer Juden nach Israel mit rumänischen Schiffen den bekanntesten Aspekt. Bereits zu Beginn des Zweiten Weltkrieges beförderten rumänische Schiffe jüdische Auswanderer nach Haifa. Diese Auswanderung wurde nach dem Krieg weitergeführt, für die das Passagierschiff Transilvania als einziges Schiff der Sovromtransport genutzt wurde. Nach Ende der Auswanderungsbewegung im Jahr 1952 wurde das Schiff als Kreuzfahrtschiff im Schwarzen Meer, später auch im Mittelmeer eingesetzt. Ab Ende November 1945 nahm die Transilvania zudem den Linienverkehr auf der Route zwischen Constanța und Marseille auf. Ob oder inwieweit die Frachtschiffe der Sovromtransport nur im Schwarzen Meer oder weiter zum Mittelmeer bzw. darüber hinaus eingesetzt wurden, bleibt zu klären.

## Auflösung der Reederei
Nach dem Tod von Josef Stalin nutze die rumänische Regierung die beginnende Tauwetter-Periode in der Sowjetunion und löste die Sovrom-Gesellschaften auf. Im September oder Oktober 1954 liquidierte sie die Sovromtransport und überführte die Reederei in die im Februar 1955 neu gegründete staatliche Reederei Navrom.

## See-Handelsschiffe derSovromtransport
| Name             | Tonnage            | Baujahr | im Dienst der Reederei | Anmerkungen, Verbleib |
| ---------------- | ------------------ | ------- | ---------------------- | --- |
| Transilvania     | 6672 BRT, 3091 NRT | 1938    | 1945–1955              | 1938 an Serviciul Maritim Român, 1941 in Istanbul interniert, 1945 an Sovromtransport, 1955 an Navrom, 1975 außer Dienst, 1979 gekentert und abgewrackt. |
| Ardeal           | 5695 BRT 3426 NRT  | 1922    | 1948–1954              | ehemals deutscher Frachter Emil Kirdorf, 1932 nach Rumänien verkauft, 1945 sowjetische Beute, 1948 zurückgegeben, 1955 an Navrom, 1962 abgewrackt. |
| Dimitrov         | 3688 BRT, 2291 NRT | 1919    | 1948–1954              | 1919 als Haarlem an Koninklijke Nederlandsche Stoomboot Maatschappij, 1934 als Dimitrov an Chernomorskoye Gosudarstvyennoye Morskoye Parokhodstvo, Odessa, 1948 an Sovromtransport, 1954 an Navrom, 1962 umbenannt in Oltenia, 1971 außer Dienst und bis 1972 abgewrackt. |
| Berezina         | 3125 BRT, 1885 NRT | 1918    | 1950–1954              | 1918 britische War Highway, 1919 Seatonia, 1927 Bracondale, 1934 Verkauf an Sovtorgflot, Leningrad, als Berezina, 1950 an Sovromtransport, 1954 an Navrom, 1962 umbenannt in Eforie, Unklar, ob 1978 abgewrackt, da 1999 angeblich noch in Braila gesehen.                |
| Plechanow        | 3742 BRT, 2109 NRT | 1900    | 1949–1954              | 1900 als Aristea nach Italien, 1915 als Kako an die Kaiserlich Russische Marine, 1922 in Petrograd registriert, 1934 Umbenennung in Plechanow, 1948/49 an Sovromtransport, 1954 an Navrom, 1964 abgewrackt.                                                               |
| Friedrich Engels | 3969 BRT           | 1930    | 1946–1954              | 1930 in Leningrad gebaut, im 2. Weltkrieg in Arktis-Konvois, 1946 an Sovromtransport, 1962 umbenannt in Mamaia bei Wechsel zur Navrom, im Dienst bis in die 1980er Jahre.                                                                                                 |
| Mangalia         | 659 BRT, 384 NRT   | 1950    | 1950–1954              | ursprünglich deutscher Entwurf des Schwarzmeer-Einheitsschiffs, 1950 in Ungarn fertig gestellt und an Sovromtransport, 1954 an Navrom, 1970 an das Meeresforschungsinstitut in Constanta, Verbleib unklar.                                                                |
| Constanța        | 659 BRT, 384 NRT   | 1950    | 1950–1954              | ursprünglich deutscher Entwurf des Schwarzmeer-Einheitsschiffs, 1950 in Ungarn fertig gestellt und an Sovromtransport, 1954 an Navrom, 1963 Umbenennung in Tulcea, Verbleib unklar.                                                                                       |
| Midia            | ca. 600 BRT        | 1950    | 1950–1954              | Details zum Schiff liegen nicht vor. |
| Sulina           | ca. 600 BRT        | 1950    | 1950–1954              | Details zum Schiff liegen nicht vor. |